# کیک شکلاتی آلمانی
کیک شکلاتی آلمانی (به انگلیسی: German chocolate cake) نوعی کیک لایه‌ای اسفنجی است. لایه‌های این کیک با خامه پر شده و بر روی سطح آن نارگیل قرار می‌گیرد.    
کیک جنگل سیاه، سیزدهمین کیک مشهور جهان
جالب است بدانید نام این شیرینی سنتی از نام یک منطقه در جنوب آلمان به اسم«Der Schwarzwald» یا «بلک فارست» گرفته شده است. قدمت این شیرینی به قرن ۱۶ م. بر می‌گردد که مردم این منطقه از گذشته تا به امروز از گیلاس‌های مشهور بلک فارست برای تهیه کیک جنگل سیاه استفاده می‌کنند.
در واقع ورود شکلات خوشمزه به این ناحیه باعث شد که مردم به فکر تهیه یک دسر و کیک همراه با گیلاس بیفتند. نخستین بار فردی به نام «جوزف کیلر» در سال ۱۹۱۵ میلادی این کیک را به جهانیان معرفی کرد که امروزه سیزدهمین کیک مشهور جهان محسوب می‌شود.
این کیک که در سایر کشورها به نام «گاتو جنگل سیاه» نیز شناخته می‌شود، طعم فوق‌العاده‌ای دارد و باعث شهرت کیک‌پزی بسیاری از آلمانی‌ها در جهان شده است.

### مواد تشکیل دهنده کیک جنگل سیاه
این کیک معمولا از چند لایه کیک اسفنجی تهیه می‌شود که دارای بافت‌های شکلاتی است. این لایه‌های شکلاتی معمولا با خامه زده‌شده و خوشمزه‌ای پوشانده می‌شوند. از طرفی کیک‌پزان آلمانی معمولا از گیلاس و شکلات برای پرکردن لایه‌های کیک جنگل سیاه استفاده می‌کنند اما از میوه هایی مانند توت و یا توت فرنگی هم استفاده میشود. شیرینی و ترشی که از این تراشه‌ها به بافت کیک داده می‌شود، مدیون کیفیت گیلاس‌های این ناحیه است.